# Podlesch
Podlesch, polnisch Podlesie, ist ein Ort in der Landgemeinde Czissek (Cisek) im Powiat Kędzierzyńsko-Kozielski der Woiwodschaft Opole (Oppeln) in Polen.

## Geographie
Podlesch liegt neun Kilometer südlich von Czissek, sechzehn Kilometer südlich von Kędzierzyn-Koźle und 55 Kilometer südlich von Opole.

## Geschichte
Der Ort wurde 1532 erstmals urkundlich als Podlessny erwähnt.
Bei der Volksabstimmung am 20. März 1921 stimmten 263 Wahlberechtigte für einen Verbleib bei Deutschland und 132 für Polen. Podlesch verblieb beim Deutschen Reich. 1936 wurde der Ort in Unterwalden umbenannt. Bis 1945 befand sich der Ort im Landkreis Cosel.
1945 kam der bisher deutsche Ort unter polnische Verwaltung, wurde in Podlesie umbenannt und der Woiwodschaft Schlesien angeschlossen. 1950 wurde Podlesch Teil der Woiwodschaft Oppeln und 1999 des wiedergegründeten Powiat Kędzierzyńsko-Kozielski. Am 11. Oktober 2007 erhielt der Ort zusätzlich den amtlichen deutschen Ortsnamen Podlesch, im September 2008 wurden zweisprachige Ortsschilder aufgestellt.

## Vereine
- Deutscher Freundschaftskreis